# Vier Teufel
Vier Teufel ist ein US-amerikanisches Filmdrama aus dem Jahr 1928. Das Drehbuch basiert auf der Erzählung De Fire Djævle des dänischen Schriftstellers Herman Bang.

## Handlung
Ein alter Clown nimmt die vier Kinder Charles, Adolf, Marion und Louise auf, um sie vor dem brutalen Zirkusbesitzer, der ihr Vormund ist, zu beschützen. Er zieht sie auf und bildet sie zu Akrobaten aus.
Die Jahre vergehen und die vier Kinder werden bald zu erfolgreichen Trapezkünstlern, die sich die „Vier Teufel“ nennen. Charles und Marion sind mittlerweile ein Paar. Doch als sie im Cirque Olympia in Paris auftreten, lässt sich Charles mit einer schönen Fremden ein. Marion erfährt von dem Verhältnis und lässt sich davon ablenken. Bei dem Finale ihrer Aufführung, bei dem ohne Netz gearbeitet wird, stürzt sie ab. Marion überlebt, und Charles, von der Beinahe-Katastrophe berührt, kehrt wieder zu seiner Freundin zurück.

## Kritik
Mordaunt Hall von der New York Times lobte Murnaus Arbeit, die das Interesse am Film von der ersten bis zur letzten Einstellung wachhalte. Nicht nur die Schauspieler werden mit unerreichter Fertigkeit geführt, auch die Kameraarbeit sei sanft und verführerisch.

## Auszeichnungen
Bei der zweiten Oscarverleihung 1930 wurde Ernest Palmer für den Oscar in der Kategorie Beste Kamera nominiert.

## Hintergrund
Die Uraufführung fand am 3. Oktober 1928 in New York statt. In Deutschland erschien 1929 zuerst eine Stummfilmversion. Als Tonfilm war der Film erstmals 1930 zu sehen.
Die Songs Marion und Destiny wurden von Erno Rapee (Melodie) und Lew Pollack (Text) komponiert.
Die zweite Hollywoodarbeit von F. W. Murnau wurde durch Beschränkungen des Studios Fox Film Corporation erschwert. Co-Autor Mayer verließ das Projekt, das Drehbuch wurde von Marion Orth und Berthold Viertel in Deutschland komplettiert. Nachdem Murnau Fox verlassen hatte, wurde der Film mit neuen Toneffekten und Dialogen, die von John Hunter Booth geschrieben wurden, am 15. Juni 1929 neu herausgebracht.
Der Film gilt heute als verschollen. Das Originalnegativ wurde bei einem Brand vernichtet und die Fox unternahm anscheinend nichts, um das unversehrt gebliebene Filmmaterial zu sichern. 1948 wurde die letzte 35-mm-Kopie der Schauspielerin Mary Duncan ausgehändigt; über den Verbleib der Kopie ist nichts bekannt. 
2003 erschien der Dokumentarfilm Murnau's 4 Devils: Traces of a Lost Film von der Filmhistorikerin Janet Bergstrom – eine Rekonstruktion unter Verwendung von Fotos, Filmprogramme, Drehbücher und Skizzen die heute in Archiven lagern.